# Salsomaggiore Terme
Salsomaggiore Terme ist eine Stadt mit 20.310 Einwohnern (Stand 31. Dezember 2023) in Norditalien. Sie gehört zur Provinz Parma und zur Region Emilia-Romagna. Der Ort ist ein Kurort; das Wasser ist stark natriumhaltig. Es steigt aus einem artesischen Brunnen in 800 bis 1200 Meter Tiefe hoch, hat eine Temperatur von 16 °C sowie 16 Grad Baumé (d. h. etwa 175 Gramm Salz pro Liter).

## Etymologie
Salsomaggiore Terme ist die italienische Bezeichnung für eine Thermalquelle mit hohem Salzgehalt (salso „Salzgehalt“, maggiore „größer“, terme „Therme“).

## Ortsteile

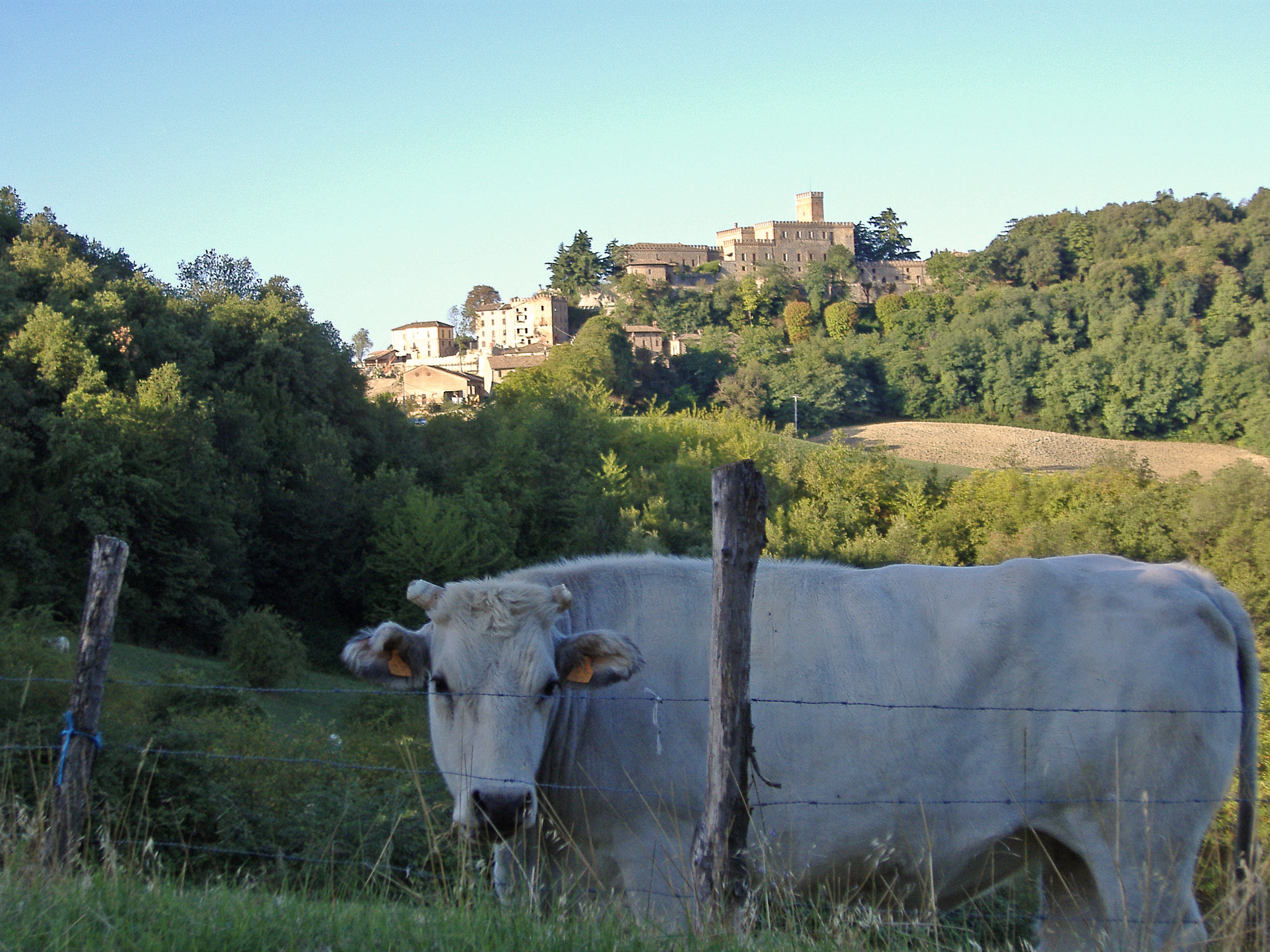
Im Hintergrund die Burg Tabiano

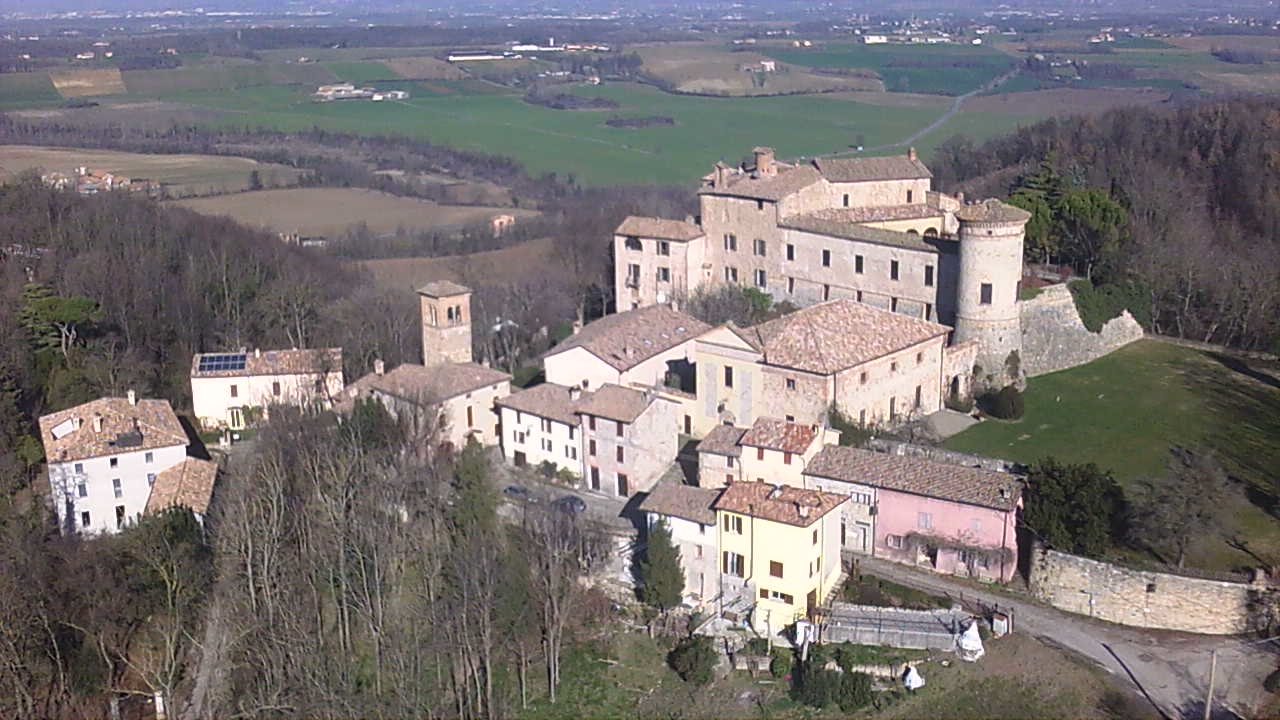
Castello di Scipione

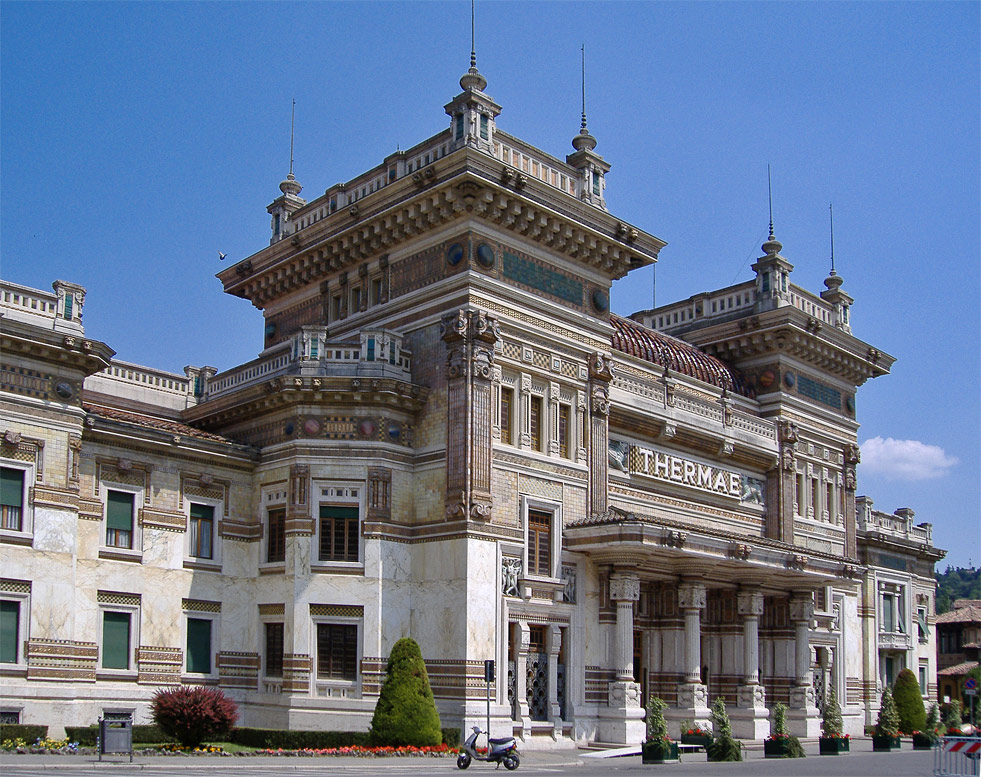
Terme Berzieri im Stadtzentrum

Bargone, Cangelasio, Ceriati, Contignaco-Cella, Costa, Costamarenga, Fornacchia, Gorzano, I Passeri, Longone-Colombaia, Montauro, Pie' di Via, Pieve di cusignano, Rossi, Salsominore, San Vittore, Scipione Castello, Scipione Ponte, Tabiano Bagni, Tabiano Castello, Tosini, Vascelli.

## Geschichte
Der zum Adelsgeschlecht der Otbertiner (ital.: Obertenghi) gehörende Markgraf Adalbert II. hatte um 1025 das nahegelegene Castello di Scipione auf den Überresten einer römischen Villa der Scipionen erbaut. Ihm gehörte auch das Castello di Tabiano bei Salsomaggiore. Er war ein bekannter Condottiere, den Torquato Tasso in La Gerusalemme Liberata und Ludovico Ariosto im Orlando furioso gerühmt haben. Im Tal von Salsomaggiore wurde Salz aus artesischen Brunnen gewonnen. Zum Schutz der Saline ließ er beiderseits des Tales das Castello di Gallinella und das Castello di Contignaco errichten. Über seinen Enkel Oberto „il Pelavicino“ (1080–1148) fiel die Herrschaft an dessen Nachfahren, die Familie Pallavicino.
Nach dem Kriegseintritt Italiens im Juli 1940 errichtete das faschistische Regime in Scipione di Salsomaggiore ein Internierungslager (campo di concentramento) für 200 Gefangene, das sich in einem dem Waisenhaus Orfanotrofio Vittorio Emanuele II gehörenden Nebengebäude, etwa vier Kilometer außerhalb des Ortes, befand. Zunächst wurden italienische Antifaschisten, später auch ausländische Juden und Angehörige verfeindeter Nationen dort interniert. Das Lager wurde im September 1940 geschlossen, jedoch im August 1942 wiedereröffnet, um slawische Internierte aufzunehmen. Ende Juli 1943 befanden sich 173 Insassen im Lager. In der Nacht des 9. September 1943 gelang einigen Gefangenen die Flucht, worauf das neu eingetroffene deutsche Kommando weitere „geringfügig belastete“ Gefangene freiließ, um Platz für einheimische jüdische Männer und unter Beobachtung stehende politisch Verfolgte aus dem Gefängnis San Francesco in Parma zu schaffen. Am 9. März 1944 wurden die jüdischen Gefangenen mehrheitlich ins Durchgangslager Fossoli verlegt, wo sie mit den in Monticelli Terme (Parma) eingesperrten jüdischen Frauen „konzentriert“ wurden. Im Juni 1944 war Salsomaggiore Durchgangslager für 15 deportierte Juden, die von Roccatederighi nach Fossoli transportiert wurden. Im September 1944 wurde das Lager geräumt, nachdem die Wachmannschaften in den vorangegangenen Monaten mehrmals von Partisanen angegriffen worden waren.

## Kultur
Auf einer Anhöhe befindet sich die antike Burg Tabiano. Rund 2 km nordwestlich vom Stadtzentrum Salsomaggiore Terme entfernt steht eine weitere Burg, das Castello di Scipione. Beide Festungen wurden im 11. Jahrhundert erbaut, befinden sich heute in Privatbesitz und wurden zu komfortablen Hotelanlagen ausgebaut. Aus dem 10. Jh. stammt das Castello di Bargone, östlich von Salsomaggiore Terme gelegen und ebenfalls in Privatbesitz. Alle drei gehörten einst zum Besitz der Markgrafen Pallavicino.
Am südwestlichen Stadtrand liegt der Botanische Garten Gavinell, spezialisiert auf Heil- und Gewürzpflanzen. Von insgesamt 12 Hektar Fläche sind 50.000 m² für Besucher begehbar.
In Salsomaggiore fand von 1960 bis 1971 und von 1983 bis 2010 jährlich die Wahl der Miss Italia statt.
Thermen
Mitten im Stadtzentrum, in der Viale Baistrocchi, steht der Prachtbau der Terme Berzieri, das Heilbad, das der Stadt seinen Namen gab. Der Eintrittspreis beläuft sich auf 40 € pro Person (Stand 2014). Das Kurhaus – 1923 fertiggestellt – und der vorgelagerte Platz wurden nach dem italienischen Arzt Lorenzo Berzieri benannt, der richtungsweisende Studien zur therapeutischen Wirkung von Thermalwasser durchführte.
Die Terme Giacomo Tommasini in der Viale Filippo Corridoni wurde am 18. September 1932 für das Proletariat eröffnet und ist heute ein Hotel. Von Beginn an bis 2005 wurde sie von der staatlichen Rentenversicherung betrieben. Eine weitere Therme befindet sich in dem eingemeindeten Ortsteil Tabiano Bagni, südwestlich vom eigentlichen Stadtgebiet Salsomaggiore Terme.

## Verkehr

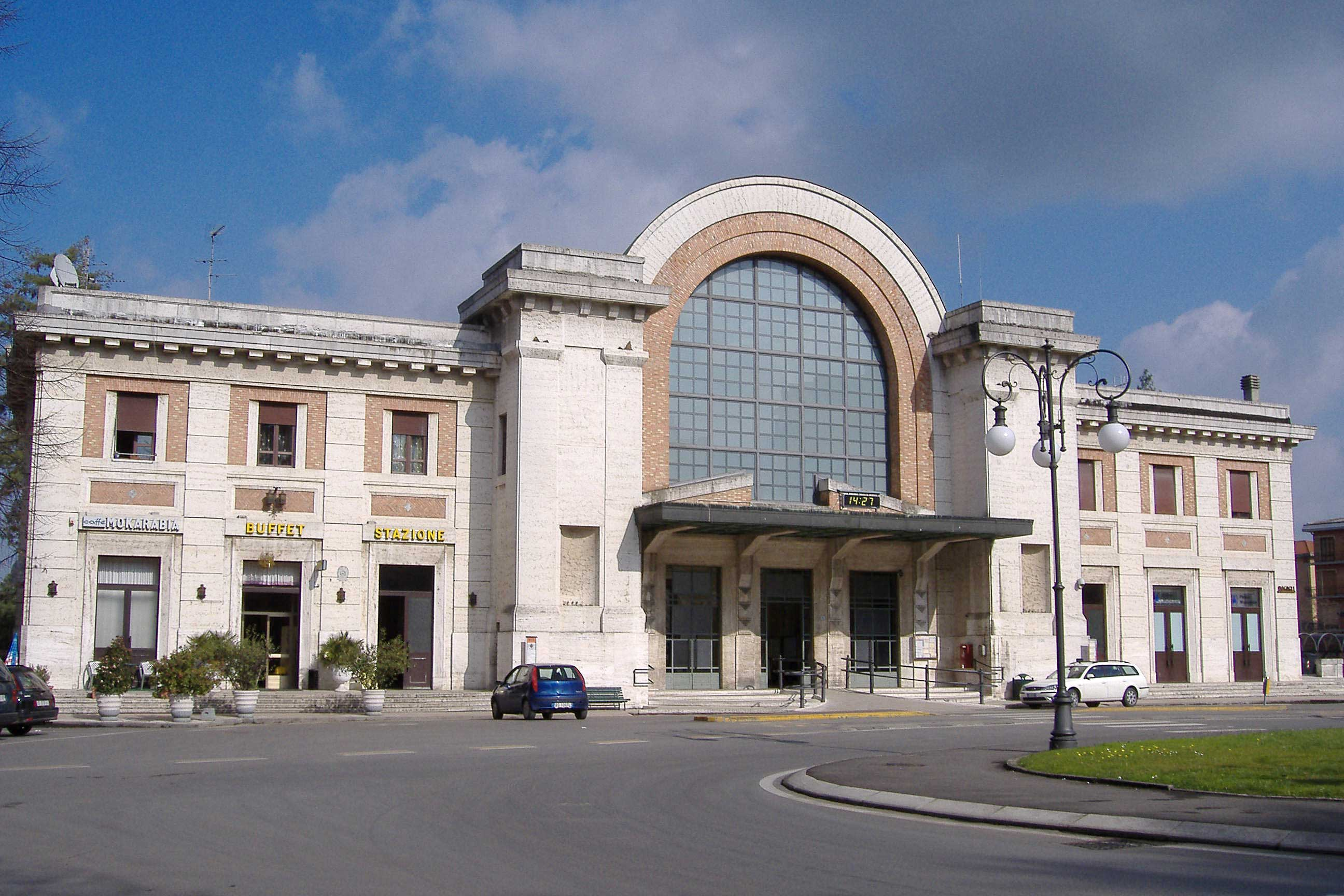
Bahnhofsgebäude aus dem Jahr 1937

Salsomaggiore Terme besitzt einen Kopfbahnhof. Ein Regionalzug verbindet die Stadt mit Fidenza und der Provinzhauptstadt Parma. Fidenza wird außerdem durch mehrere Buslinien angefahren.

## Sport
Vom 5. bis 9. Februar 1997 wurde der 2. Dreiband-Weltcup des Jahres im Ort ausgetragen. Sieger wurde der Türke Yilmaz Özcan, der im Finale Martin Horn aus Deutschland in 3:2 Sätzen schlug.

Vom 27. März bis 9. April 2022 wurde die 45. Bridge-Weltmeisterschaft hier ausgetragen.

## Persönlichkeiten
- Roland von Salsomaggiore (um 1330–1386), Eremit
- Gian Domenico Romagnosi (1761–1835), Jurist und Amateurphysiker
- Giorgio Almirante (1914–1988), Politiker
- Ersilio Tonini (1914–2013), Erzbischof von Ravenna-Cervia und Kardinal
- Camillo Bazzoni (1934–2020), Kameramann, Filmregisseur und Drehbuchautor
- Pier Luigi Bersani (* 1951), Politiker
- Nicola Berti (* 1967), Fußballspieler

## Städtepartnerschaften
- Cutro, Italien
- Hammam-Lif, Tunesien
- Jalta, Ukraine
- Luxeuil-les-Bains, Frankreich